# Żardeniki (gmina Jeziorany)
Żardeniki – wieś warmińska w Polsce, położona w województwie warmińsko-mazurskim, w powiecie olsztyńskim, w gminie Jeziorany przy drodze wojewódzkiej nr 593.
W latach 1975–1998 miejscowość należała administracyjnie do województwa olsztyńskiego. Wieś znajduje się w historycznym regionie Warmia.
Zachodni skraj wsi wyznacza kanał łączący dwa pobliskie (około 1 km od wsi) jeziora: Jezioro Ławki i Jezioro Luterskie. W wiosce znajduje się Specjalny Ośrodek Szkolno-Wychowawczy. 
Inne miejscowości o nazwie Żardeniki: Żardeniki